# Frankfurt-Dornbusch
Dornbusch ist ein Stadtteil von Frankfurt am Main. Er wurde 1946 aus Teilen der Gemarkung von Ginnheim und Eckenheim gebildet. Das Gebiet zu beiden Seiten der Eschersheimer Landstraße wurde bis ins 20. Jahrhundert landwirtschaftlich genutzt und dann bebaut. Dornbusch hat heute 18.732 Einwohner.

## Geschichte

### Name
Den Namen verdankt Dornbusch der Tatsache, dass das Gebiet an der Eschersheimer Landstraße zwischen den beiden 1910 zu Frankfurt eingemeindeten Stadtteilen Ginnheim und Eckenheim zur Jahrhundertwende noch fast nur aus Dornbüschen bestand, die vermutlich im späten Mittelalter einen Teil der Frankfurter Landwehr darstellten. Die Südgrenze des Stadtteils Dornbusch entspricht ungefähr der Grenze des alten Frankfurter Territoriums vom Mittelalter bis zur Annexion durch Preußen 1866. Hier verlief mit dem Diebsgrundweg, dem heutigen Marbachweg, ein Teil der mittelalterlichen Via Regia.
Überregional bekannt ist der Name des Stadtteils vor allem durch das Funkhaus am Dornbusch des Hessischen Rundfunks. Es liegt allerdings knapp jenseits der Grenze im südlich gelegenen Stadtteil Nordend.

### Entstehung
Zwischen Dornbusch und Eschersheim, das sich 1938 bereits bis zur Hügelstraße ausgedehnt hatte, gab es bis nach dem Zweiten Weltkrieg immer noch große Flächen östlich der Eschersheimer Landstraße, die von Großgärtnereien wie der Sinai-Gärtnerei besetzt waren, dazu zählte auch Deutschlands wohl größte Fliederzucht.
Der Stadtteil Dornbusch entstand erst 1946 aus Teilen von Ginnheim und Eckenheim und wuchs nach dem Rückzug der Gärtnereien ins Taunusvorland auch mit Frankfurt-Eschersheim zusammen. Die zum Teil schon vor dem Ersten Weltkrieg vorhandene Bebauung reicht bis in die Gründerzeit zurück, als nicht nur die benachbarten Stadtteile Westend und Nordend stark expandierten und vor allem entlang der Ausfallstraßen und außerhalb des Alleenrings gebaut wurde. Das Dichterviertel westlich der Eschersheimer Landstraße und das Bertramsviertel südlich des Marbachwegs gehörten schon damals zu den bevorzugten neuen Wohngebieten in Frankfurt.

## Sehenswürdigkeiten

### Bertramswiese und Bertramshof

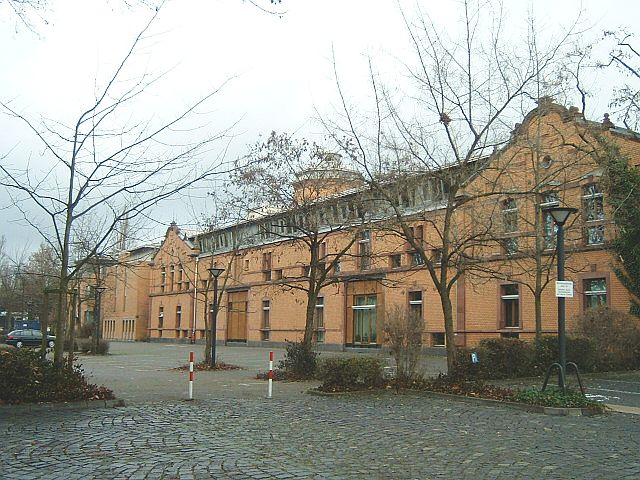
Bertramshof, Westseite

Im Süden des Stadtteils liegen die ca. vier Hektar große Bertramswiese, heute ein Sportgelände, und der Bertramshof. Er wurde 1888 als Meierei durch Freifrau Louise von Rothschild erbaut. Bis nach dem Zweiten Weltkrieg wurden von hier aus große Teile der heute bebauten Flächen des Stadtteils bewirtschaftet. Der Bertramshof ist ein aus roten Hartbrandziegeln erbautes Ensemble aus Stallungen, Scheunen, Gutshof und Wasserturm. Es steht unter Denkmalschutz und wurde vor einigen Jahren restauriert. Heute beherbergt der Bertramshof Hörfunkstudios des Hessischen Rundfunks, die hr Werbung GmbH, die Pensionskasse Rundfunk und die Produktionsgesellschaft Degeto.
Ihren Namen haben der Bertramshof, die Bertramswiese und die benachbarte Bertramstraße von Heinrich von Bertram, einem Frankfurter Patrizier, der 1660 den mittelalterlichen Kühhornshof erwarb, einen mit Ringgraben und Verteidigungsturm bewehrten mittelalterlichen Gutshof, ein wichtiger Bestandteil der Frankfurter Landwehr. Auch trug er einige Zeit den Namen Knoblauchshof, nach dem Frankfurter Patrizier Jakob Knoblauch, der diesen Hof 1323 gekauft hatte. Die erste Frankfurter Wasserversorgung in Form gekoppelter Galeriebrunnen wurde auf dem nahegelegenen Knoblauchsfeld installiert. Der Hof wurde 1868 abgebrochen, lediglich der Turm blieb erhalten. Er steht auf dem Gelände des Hessischen Rundfunks, das allerdings schon zum Stadtteil Nordend gehört.
Die Sportanlage Bertramswiese wird von zwei mitgliederstarken Frankfurter Traditionsvereinen genutzt, der Sportvereinigung Kickers 1916 e. V. und dem TuS Makkabi Frankfurt.

### Dornbuschkirche

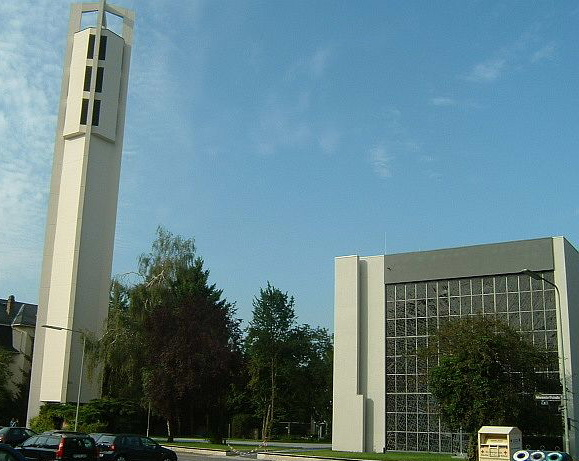
Dornbuschkirche mit Kirchplatz und Turm nach dem Umbau 2004

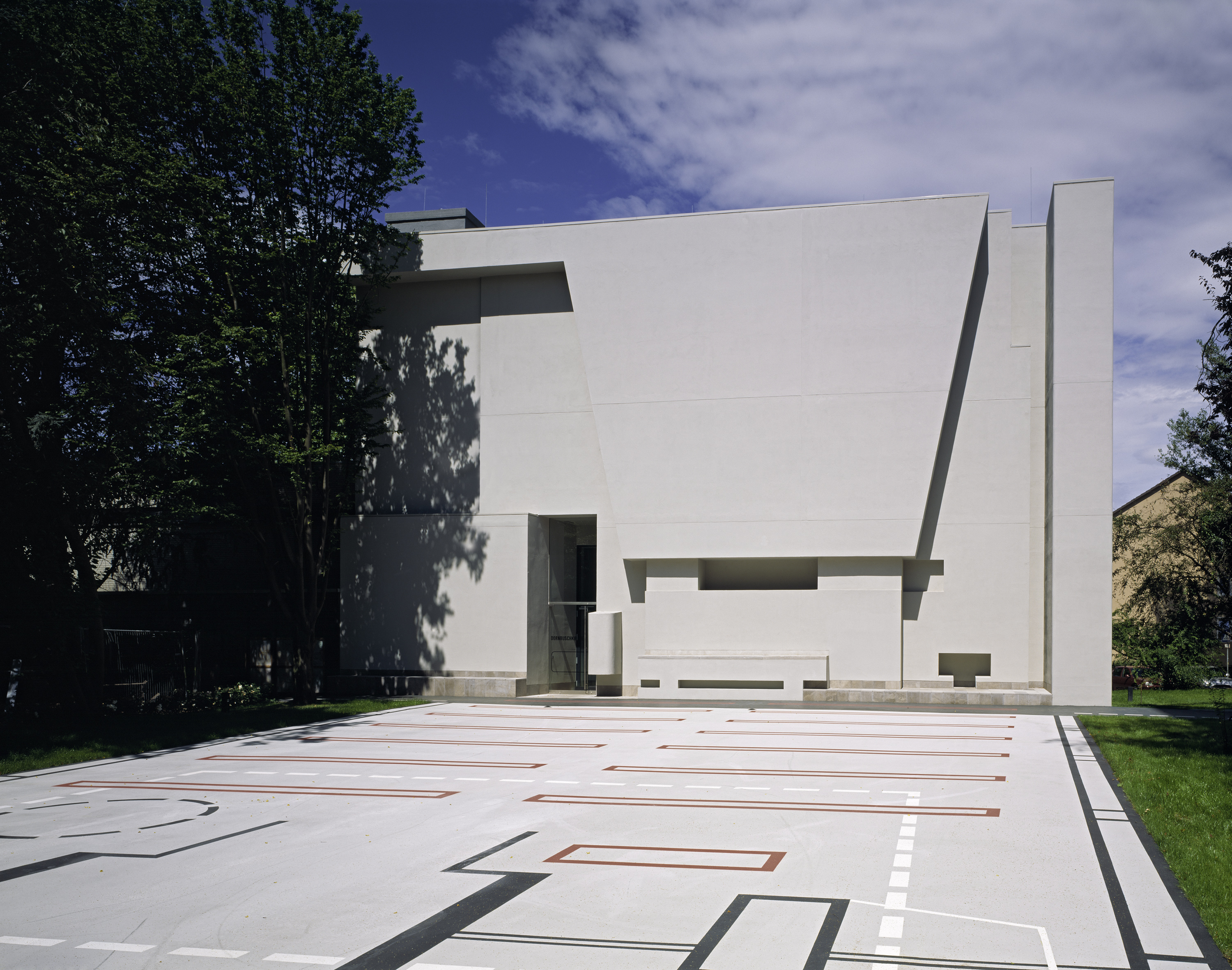
Südfassade der Dornbuschkirche nach dem Umbau 2005

Sehenswert ist das kunstvoll gestaltete riesige Buntglas-Fenster mit nahezu 20 Quadratmetern an der nördlichen Außenwand der 1960 erbauten und 2004 vollständig umgebauten evangelischen Dornbuschkirche. Die Frankfurter Architekten Meixner Schlüter Wendt schlugen der von einem Besucherrückgang betroffenen Gemeinde vor, die Kirche zu einem größeren Teil abzubrechen und lediglich den Altarraum als Kirchenraum zu belassen. Der freie Platz zum stehenden Glockenturm wird seitdem für Veranstaltungen der Gemeinde wie Weihnachtsmarkt genutzt. Der Glockenturm gilt, zumindest für die christlichen Bewohner des Stadtteils, weiterhin als ein Wahrzeichen.
Auf dem jährlich in Barcelona stattfindenden World Architectural Festival des Jahres 2008 wurde der Entwurf von Meixner Schlüter Wendt in der Kategorie Religion and Contemplation ausgezeichnet.

### Weitere Sehenswürdigkeiten

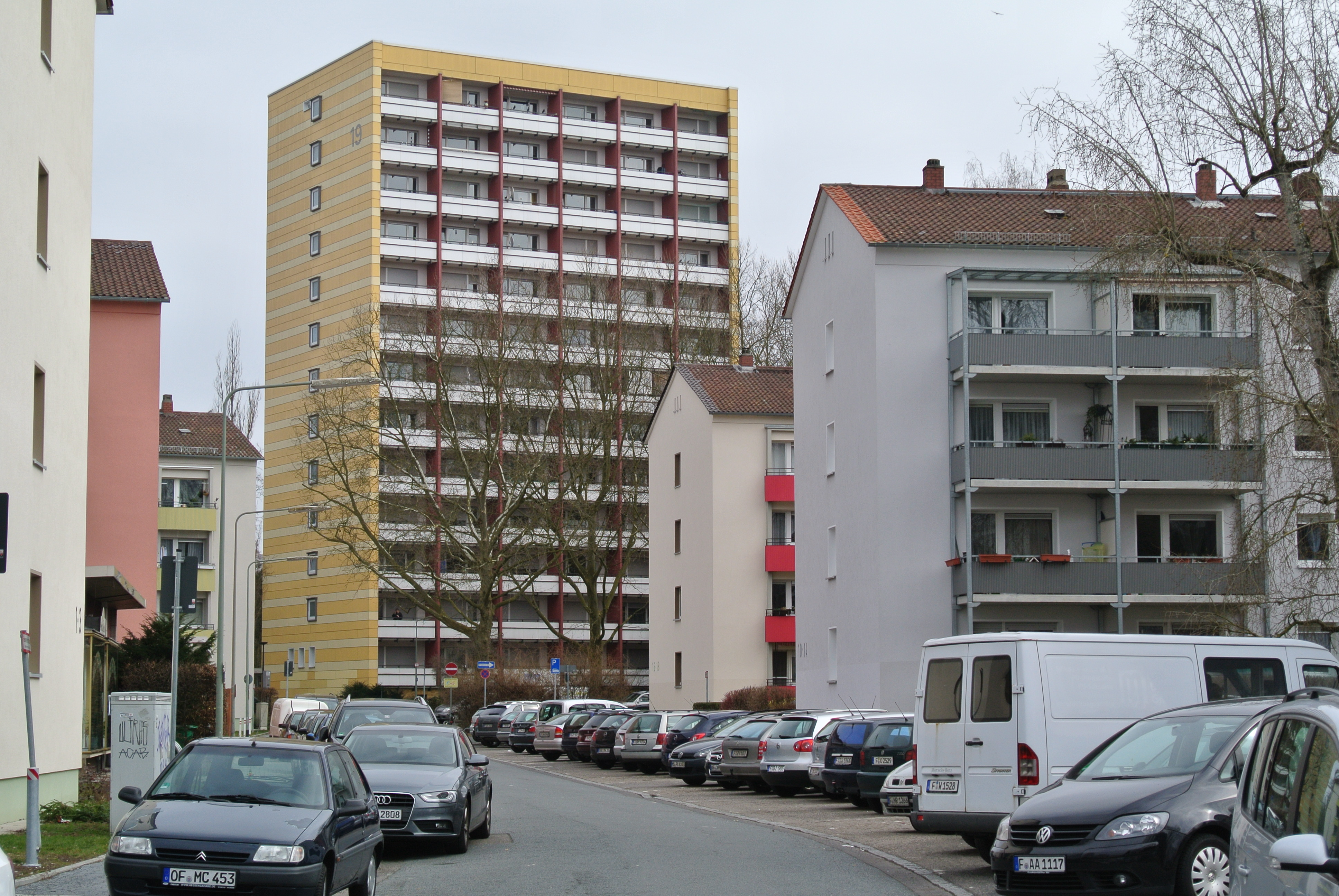
Die Albert-Schweitzer-Siedlung

- Westlich der Eschersheimer Landstraße auf dem schon zum Westend gehörigen historischen Grünhof-Gelände liegt das ehemalige Henry-und-Emma-Budge-Heim. Das zweigeschossige Gebäude im Bauhausstil wurde 1928 bis 1930 durch die Architekten Mart Stam, Ferdinand Kramer, Werner Moser und Erika Habermann im Auftrag der amerikanischen Stifter errichtet. Nach dem Krieg lag das Heim auf einem bis 1995 vom amerikanischen Militär genutzten Gelände. In seinen Räumen war eine Zahnklinik untergebracht. Seit 2001 befindet sich hier wieder ein Altenheim („Grünhof im Park“).

- Als Anne Frank (1929–1945) geboren wurde, lebte ihre Familie im Haus Marbachweg 307. Von 1931 bis zur Emigration 1934 wohnte die Familie Frank dann in der Ganghoferstraße 24 im Dichterviertel.

- Die römisch-katholische St.-Albert-Kirche wurde 1937/38 nach Plänen von Martin Weber erbaut und 1957 erweitert. Der 45 m hohe Glockenturm entstand 1962.

- In der Villa an der Ecke Inckusstraße/Wanebachstraße befand sich von August 1945 bis Mitte 1946 das europäische Hauptquartier des amerikanischen Soldatensenders American Forces Network.

- An der Kaiser-Sigmund-Straße wurde 2004 das Haus der Chöre erbaut, ein Probenraum für die vier Frankfurter Oratorienchöre.

- Im Norden des Stadtteils an der Grenze zu Eschersheim entstand in den 1950er Jahren die Albert-Schweitzer-Siedlung. Hier befindet sich die denkmalgeschützte evangelische Andreaskirche.

## Infrastruktur

### Verkehr

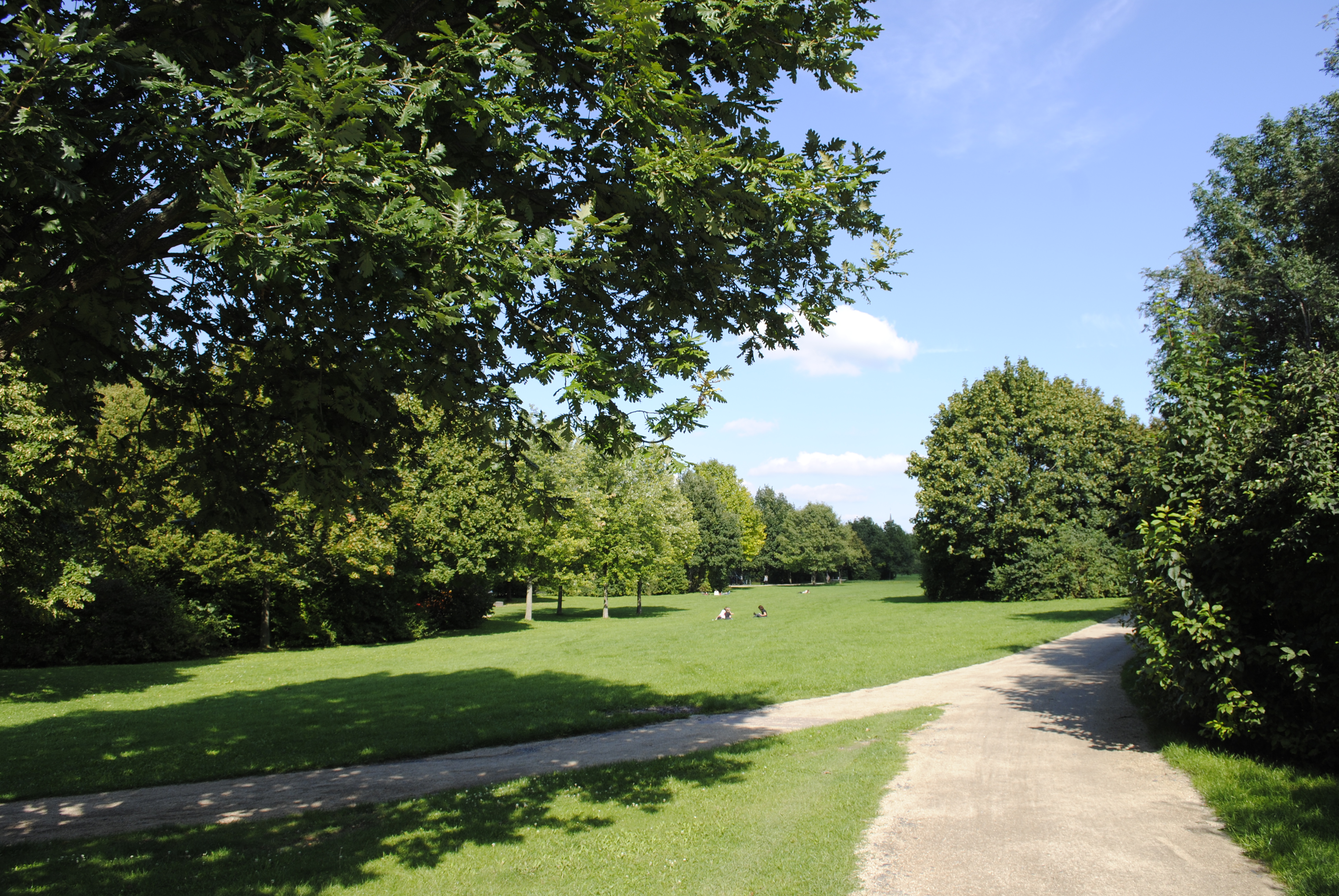
Der Sinaipark auf dem Gelände einer ehemaligen Gärtnerei

Der Stadtteil wird erkennbar durch die Eschersheimer Landstraße in einen Ost- und einen Westteil geteilt. Weitere wichtige Straßen sind Marbachweg im Süden, Eckenheimer Landstraße bzw. Jean-Monnet-Straße im Osten und die Hügelstraße im Norden. Dornbusch ist außerdem durch die U-Bahn Frankfurt geprägt, die hier ausschließlich oberirdisch verkehrt. Der Linienast A (U1, U2, U3 und U8) besitzt eine eigene Trasse inmitten der Eschersheimer Landstraße, dabei sind die Stationen Hügelstraße und Dornbusch Knotenpunkte des Frankfurter Busverkehrs. Von vielen Anrainern werden die größtenteils unüberwindbaren Gleise als störende Zerteilung angesehen. Am Ostrand des Stadtteils verkehrt die U5 straßenbahnartig auf der Eckenheimer Landstraße sowie auf den Marbachweg.

### Grünflächen
Als Freizeiteinrichtung mit mehreren Spielplätzen genutzt wird der auf dem Gelände einer ehemaligen Gärtnerei gestaltete Sinaipark. Im südöstlichen Teil dieses Parks liegt die unter Naturschutz stehende sogenannte Sinai-Wildnis, ein wildbewachsenes circa ein Hektar großes Gelände, das nur von schmalen Pfaden durchzogen wird. Mit dem Klimsch-Park auf der gegenüberliegenden Seite der Eschersheimer Landstraße bildet der Sinaipark einen Grüngürtel, der sich bis nach Ginnheim durchzieht und dem nur ein Übergang für Fußgänger und Radfahrer über die Eschersheimer Landstraße fehlt.

### Bildung

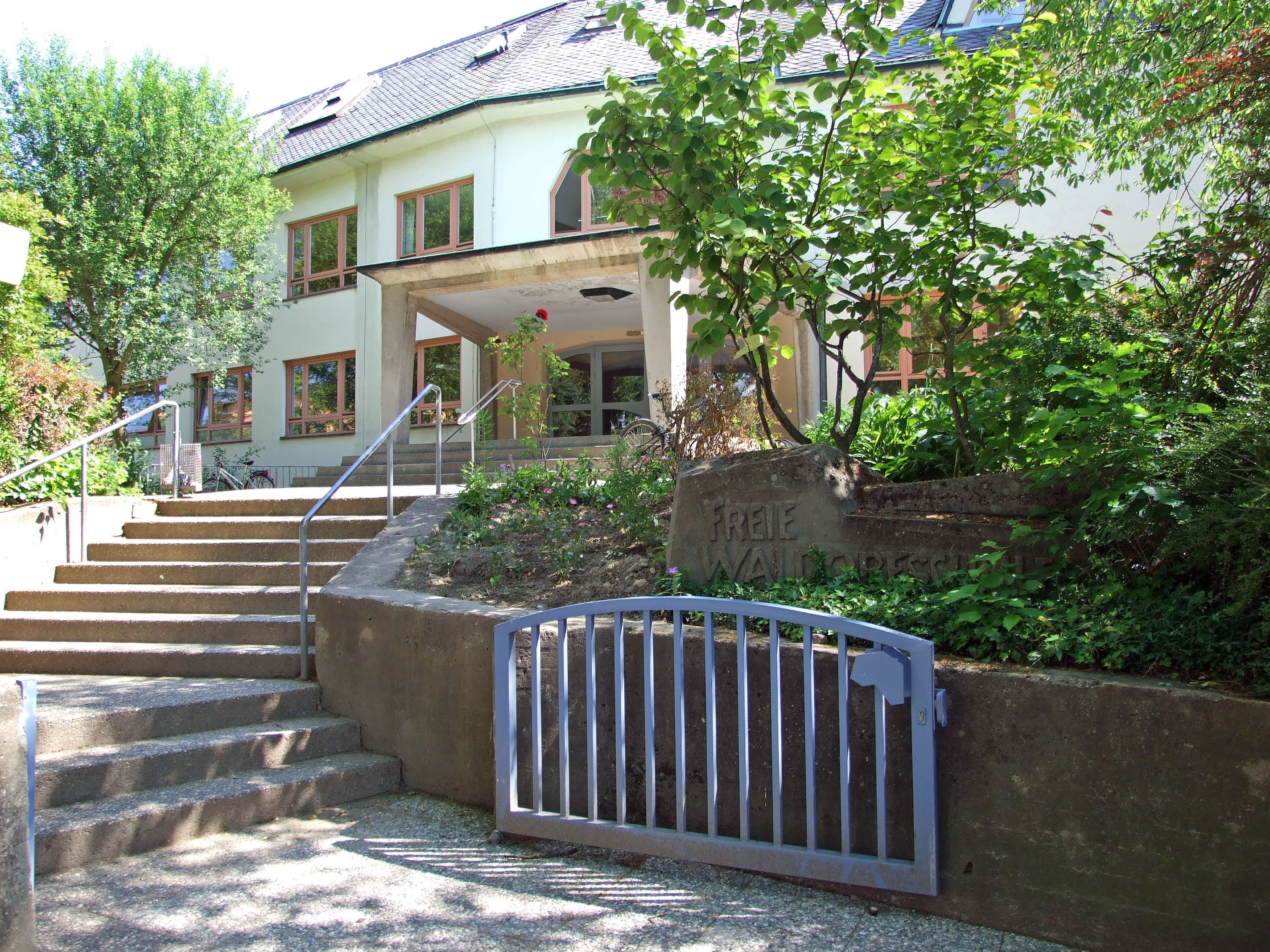
Freie Waldorfschule

- Anne-Frank-Schule (Realschule), Fritz-Tarnow-Straße 29
- Franz-Böhm-Schule (Berufsschule für Wirtschaft und Verwaltung), Eichendorffstraße 67–69
- Freie Waldorfschule (Grundschule und Gymnasium in privater Trägerschaft), Friedlebenstraße 52
- Heinrich-Seliger-Schule (Grundschule), Mierendorffstraße 8
- Rackow-Schule (staatlich anerkannte Privatschule), Eckenheimer Landstraße 303
- Viktor-Frankl-Schule (Förderschule), Fritz-Tarnow-Straße 27
- Wöhlerschule (Gymnasium), Mierendorfstraße 6

## Persönlichkeiten
- Marcel Reich-Ranicki (1920–2013), Publizist und Literaturkritiker, lebte zuletzt in Frankfurt-Dornbusch
- Anne Frank (1929–1945), Autorin und Opfer des Holocaust, lebte bis 1934 in Frankfurt-Dornbusch
- Gerhard Wiese (1928), deutscher Jurist, Ankläger beim Frankfurter Auschwitzprozess, lebt in Frankfurt-Dornbusch